# Chionaema alba
Chionaema alba är en fjärilsart som beskrevs av Moore 1878. Chionaema alba ingår i släktet Chionaema och familjen björnspinnare. Inga underarter finns listade i Catalogue of Life.